# 王寧 (語言學家)
王寧（1936年—），浙江海寧人，中國语言学家，北京師範大學教授。師從語言學家陸宗達，主要研究方向爲訓詁學、文字學、漢語詞彙語義學。曾領銜研製《通用規範漢字表》，並且致力漢字漢語的教育和推廣。

## 主要著作
- 《漢字構形學導論》
- 《訓詁學原理》
- 《訓詁方法論》
- 《訓詁學的知識與應用》（合著）[3]